# 米科·希尔沃宁
米科·希尔沃宁（芬蘭語：Mikko Hirvonen，1980年7月31日—）是一名芬兰拉力赛车手，现效力于世界拉力锦标赛的雪铁龙世界拉力车队。他在06、07赛季位居车手积分榜第三，并帮助福特获得了车队冠军。在2008、2009、2011和2012赛季，他屈居于塞巴斯蒂安·勒布之后获得亚军。自2003赛季开始，他的领航员都是亚尔莫·莱赫蒂宁（Jarmo Lehtinen）。

## 职业生涯

### 2002－05年

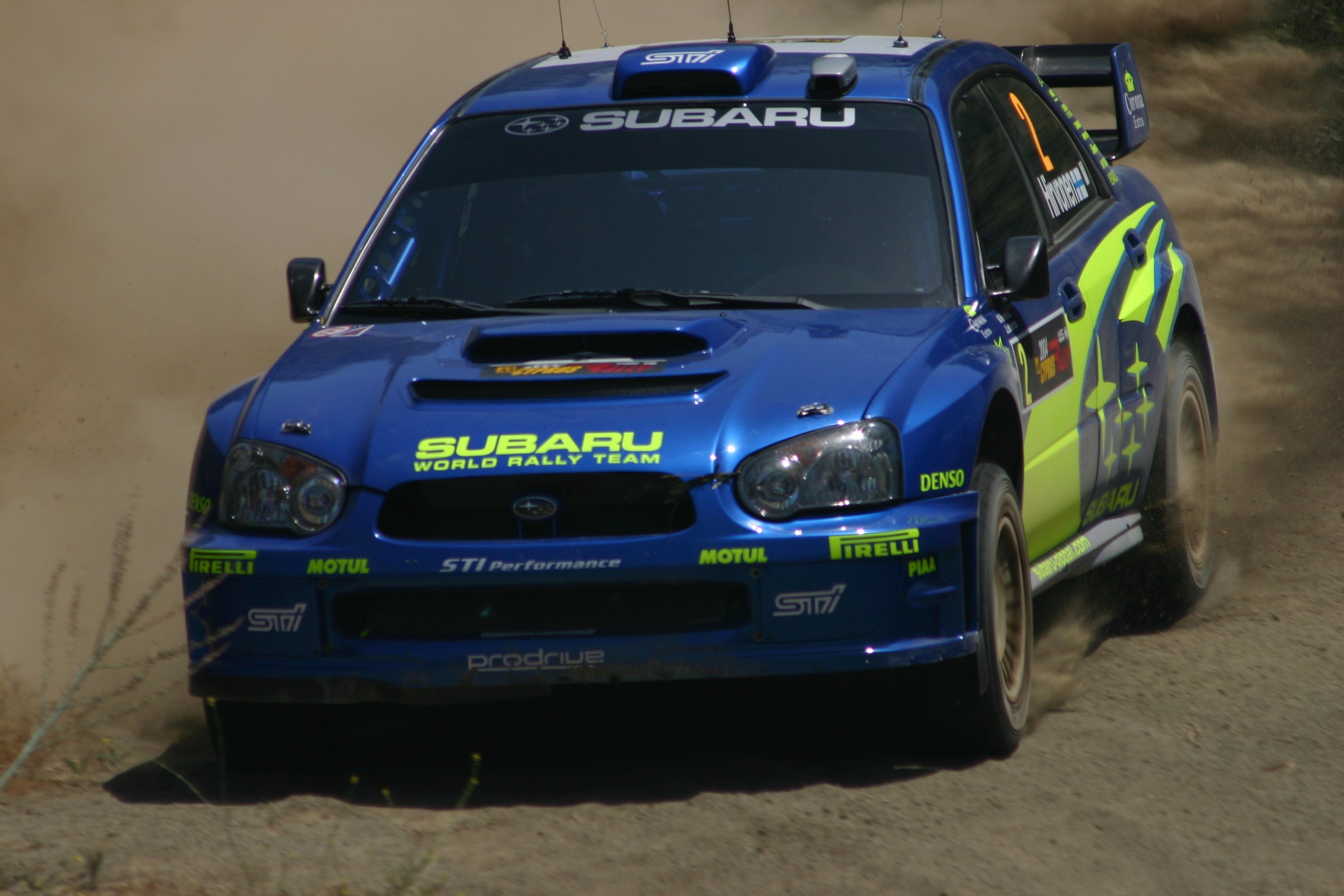
希尔沃宁在04年的塞浦路斯拉力赛上驾驶斯巴鲁Impreza WRC。

希尔沃宁在2002年赢得了芬兰拉力锦标赛2000cc组别的冠军。作为WRC的新秀之一，他于2003赛季首次参加WRC的完整赛季，驾驶福特拉力车队的第三辆车，在塞浦路斯站以第6的成绩取到了1分。
希尔沃宁在2004年转投了斯巴鲁车队，并成为了03年世界冠军皮特·索伯格的队友。他在10场拉力赛中取得了积分，但他的最佳战绩仅仅是阿根廷站和收官战澳洲站上的第四。这些表现并不足以让他在2005赛季锁定一个车手席位。于是希尔沃宁驾驶了一辆2年前的福特福克斯RS WRC 03赛车参赛，在这一年中领先过一场拉力赛，并在加泰罗尼亚站上作为一名私人车手获得了职业生涯最佳的第三名。

### 2006－07年

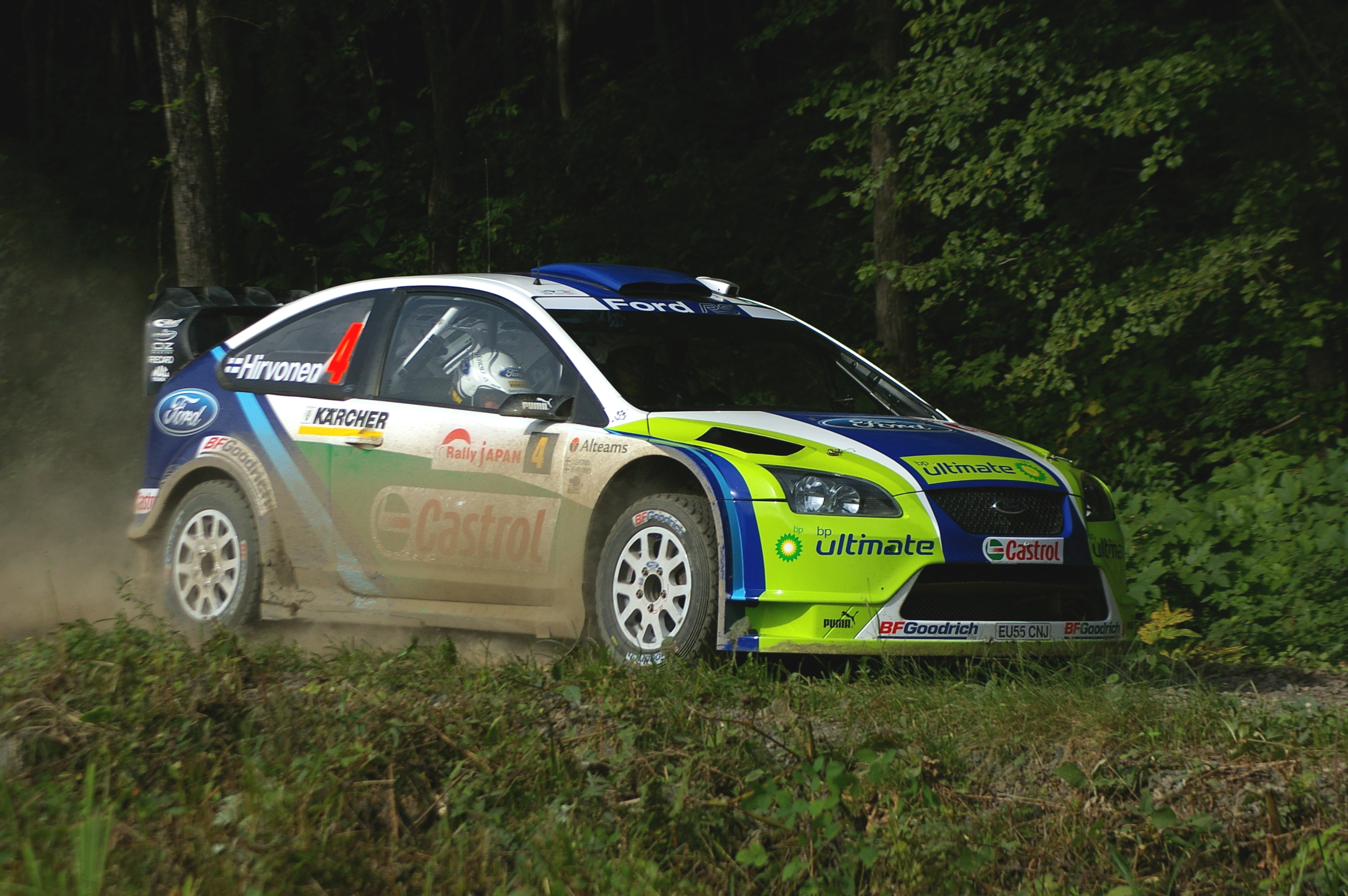
希尔沃宁在06年日本站上驾驶着一辆福特福克斯WRC出战。

希尔沃宁在这些比赛上的表现再次引起福特的注意，福特厂队在2006赛季签下了他。希尔沃宁得以驾驶着一辆全新的福特福克斯RS WRC06赛车并与马库斯·格伦霍姆搭档。希尔沃宁在澳洲站上获得了他WRC的处子胜，并分别在意大利撒丁岛、土耳其和新西兰的比赛中取得第二。他连续6场比赛登上领奖台，最终在车手积分榜上位列第三。
在2007赛季，希尔沃宁以第75届蒙特卡洛拉力赛的第五名和第56届瑞典拉力赛的第三名开始了赛季的征程。他在挪威拿下了他在WRC的第二场胜利，并随后在日本站和收官战英国威尔士站上也赢得了比赛。他在车手积分榜上最终位居第三，落后勒布17分。他和格伦霍姆一起为福特连续第二年锁定了车队冠军。

### 2008－12年

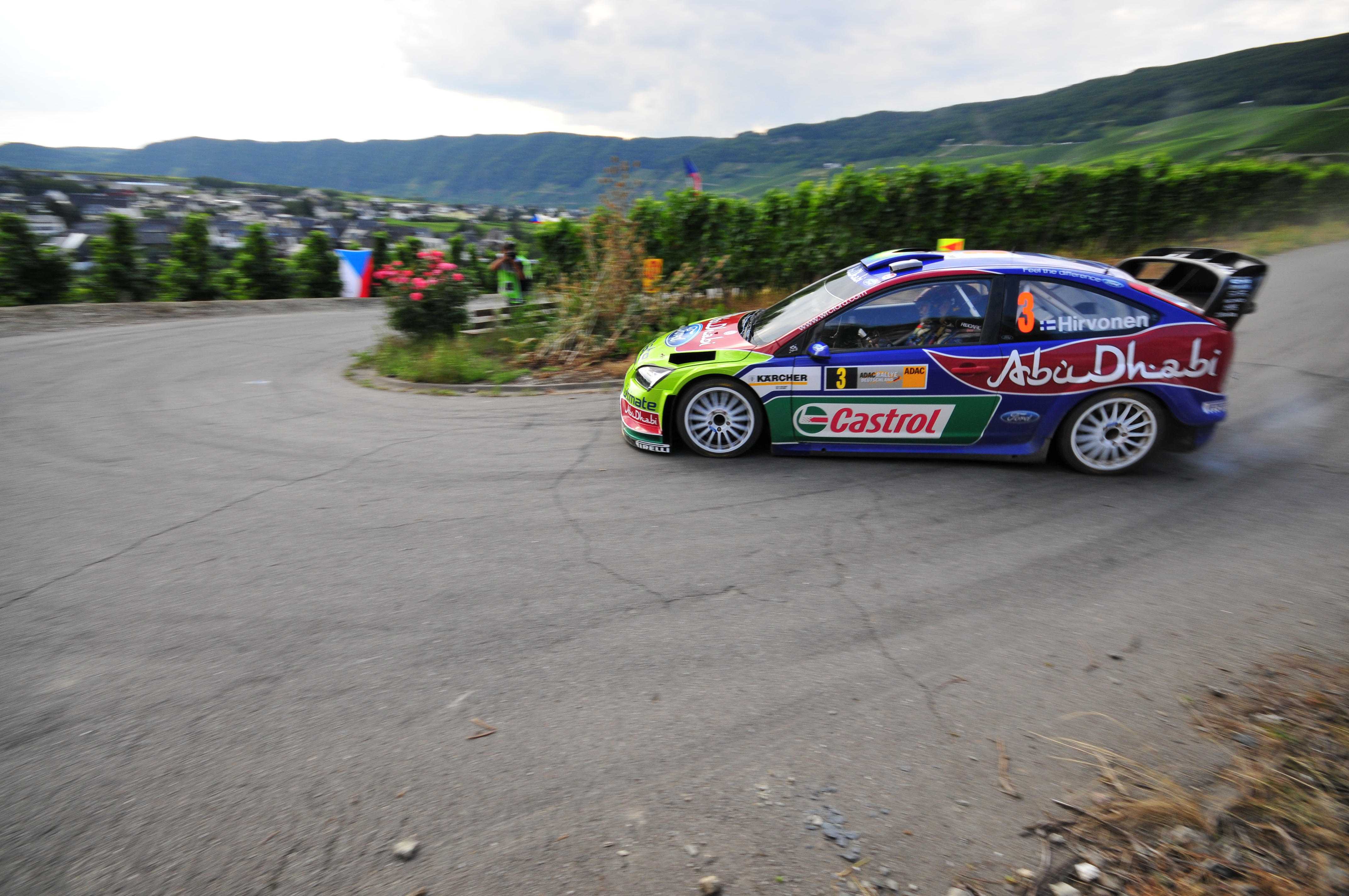
在08年德国站上的希尔沃宁。

2007年12月17日，在格伦霍姆退役之后，希尔沃宁被官方宣布成为了2008赛季BP福特车队的一号车手。他年轻的同胞嘉利-马蒂·拉特瓦拉被指定为希尔沃宁的队友，成为了二号车手。 希尔沃宁以蒙特卡洛站的第二开始了本赛季，这也是他们本来的目标。在瑞典，他被认为是获胜的最大热门， 但他不得不屈居第二，因为他无法跟上他年轻队友的速度。在墨西哥站，他爆胎并不得不更换轮胎，在阿根廷，他在领先位置退赛，随后依靠超级拉力的规则重返比赛并取得了第五。之后他在首届约旦拉力赛上取得了他当年赛季的首胜。
随后在土耳其，希尔沃宁赢得了当年赛季的第二场胜利。即便在家乡芬兰站成为了夺冠呼声最高的车手，他却不能跟上年度冠军的竞争对手勒布的速度，最终以十分接近的第二完赛。在新西兰，希尔沃宁曾一度领先，但他却遭遇爆胎，并在倒数第二个赛段打滑，这让他落到了雪铁龙车手勒布和达尼·索尔多之后，位居第三。这个赛段对于希尔沃宁的队友拉特瓦拉和Stobart M-Sport福特车队的车手弗朗索瓦·杜瓦尔就是个灾难，他们分别从第2和第5的位置上退赛。 希尔沃宁在还仅剩4站比赛的情况下，在车手积分榜上以8分之差落到了勒布之后。
勒布很快在日本站上锁定了他年度车手冠军的宝座，但福特落后11分的差距使得车队冠军的争夺依旧在他们和雪铁龙之间展开。但当希尔沃宁在收官战英国站的第五赛段翻车时，局势改变了。他一下掉到了第44名，但在比赛最后他爬到了第8。这一结果意味着希尔沃宁和他的领航员莱赫蒂宁成为WRC有史以来第一个在单个赛季中每场比赛都取得积分的组合。

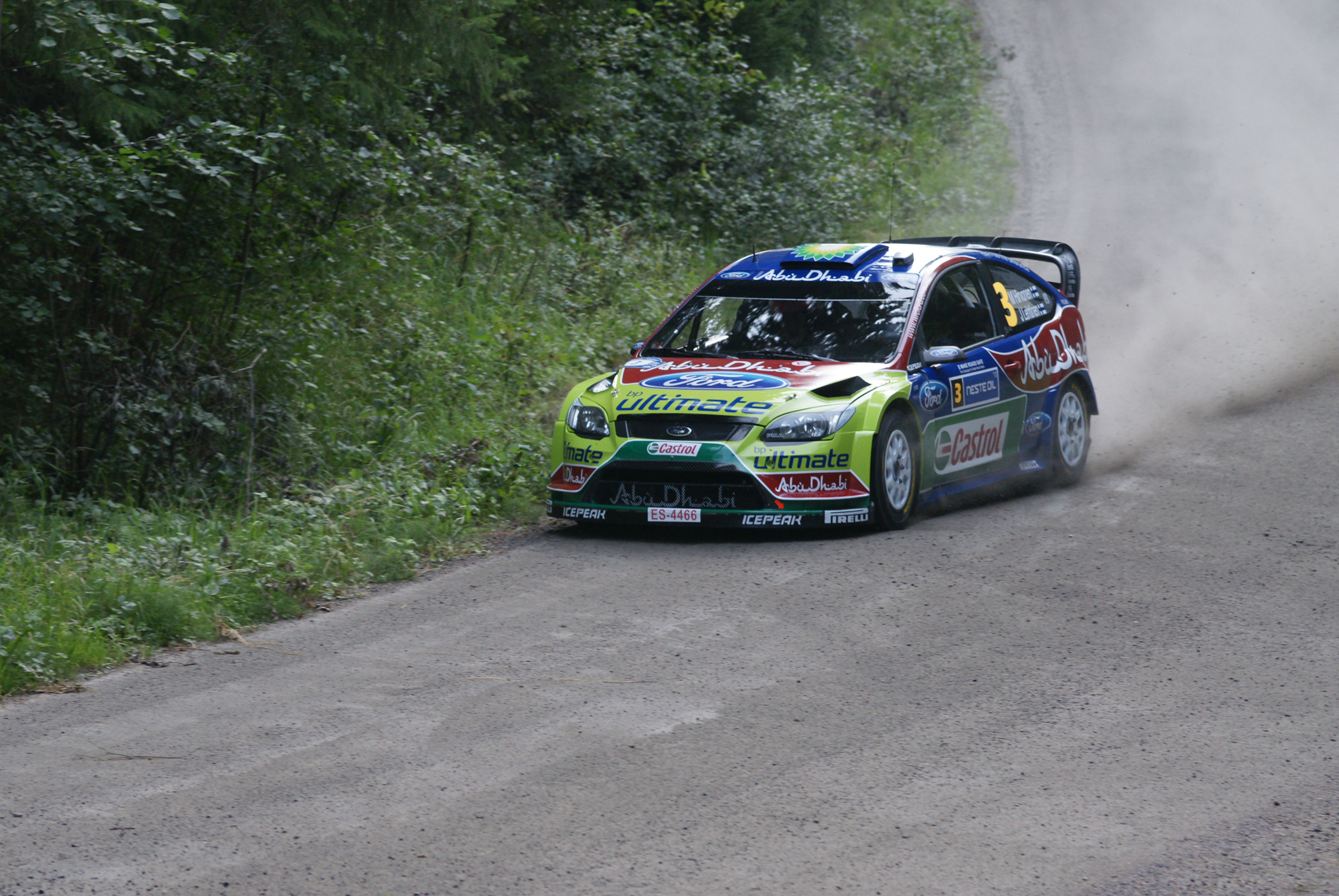
在2010年芬兰站上的希尔沃宁。

在09赛季开始时，希尔沃宁在爱尔兰站以第三名位居雪铁龙之后。在他07年曾夺冠的挪威站，他经过三天激烈的战斗后憾负勒布。接下去的塞浦路斯和葡萄牙两站中，他同样在勒布之后屈居第二。在葡萄牙，希尔沃宁追平了他前辈队友格伦霍姆连续22场比赛获取积分的的记录。在下一站阿根廷站，他在14个赛段之后落后勒布6秒，这时他的福克斯赛车遇到了引擎问题。他的退赛使得他在车手积分榜上落后了勒布20分。
在意大利撒丁岛站上，希尔沃宁和勒布为获得一个更有利的路段位置都在第一天损失了时间。在勒布遭受了爆胎之后，希尔沃宁发现自己无法追上队友拉特瓦拉，后者自始自终都在前面全力推进。  在接下去的希腊雅典卫城拉力赛上，希尔沃宁拿到了本赛季的首场胜利。由于同时勒布发生撞车，他在积分榜缩小了与法国人的差距，只落后了7分。在接下去的波兰站上，勒布再次撞车，虽然最后回到了第7名的位置，但希尔沃宁却赢得了两连冠，他上升至到积分榜首位。在芬兰，希尔沃宁在第一个长赛段上取得领先，随后他继续甩开勒布，并首次在家乡取得胜利。几周后在澳大利亚，希尔沃宁再次与勒布激烈较量，最终勒布取得了胜利。但勒布的车被发现防滚架不合规格，因此被罚时1分钟，从而将胜利和10个积分拱手送给了希尔沃宁。勒布赢下了赛季最后两场比赛，积分反超希尔沃宁夺得年度冠军。

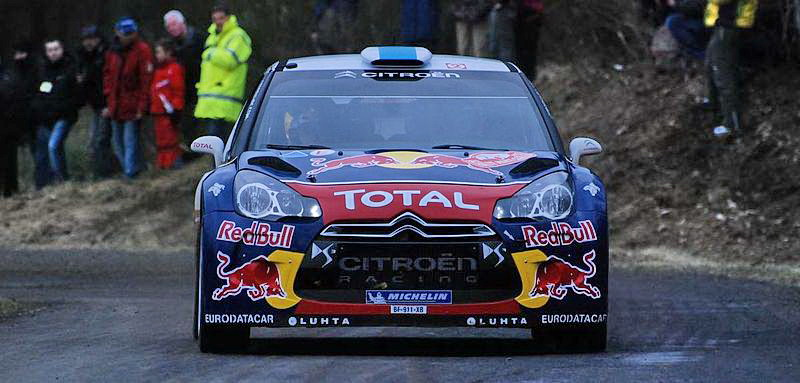
希尔沃宁在2012年蒙特卡洛拉力赛。

2010年希尔沃宁继续为福特效力，这是他最后一年驾驶福特福克斯RS WRC。他只在瑞典取得了一场胜利，年终仅排名第六。2011年他驾驶全新的1.6升引擎福特嘉年华RS WRC，取得了瑞典和澳大利亚站的胜利，最终以8分之差负于勒布屈居车手亚军。
2012赛季，希尔沃宁转投雪铁龙道达尔世界拉力车队，作为勒布的队友驾驶雪铁龙DS3 WRC。他在雪铁龙的第一场胜利是赛季第4站葡萄牙拉力赛，但随后由于离合器和涡轮违规被取消了成绩。在多次登上领奖台之后，他终于在倒数第二站意大利撒丁岛取得了真正的首场胜利。赛季结束后希尔沃宁最终名列积分榜第二。

## WRC分站冠军

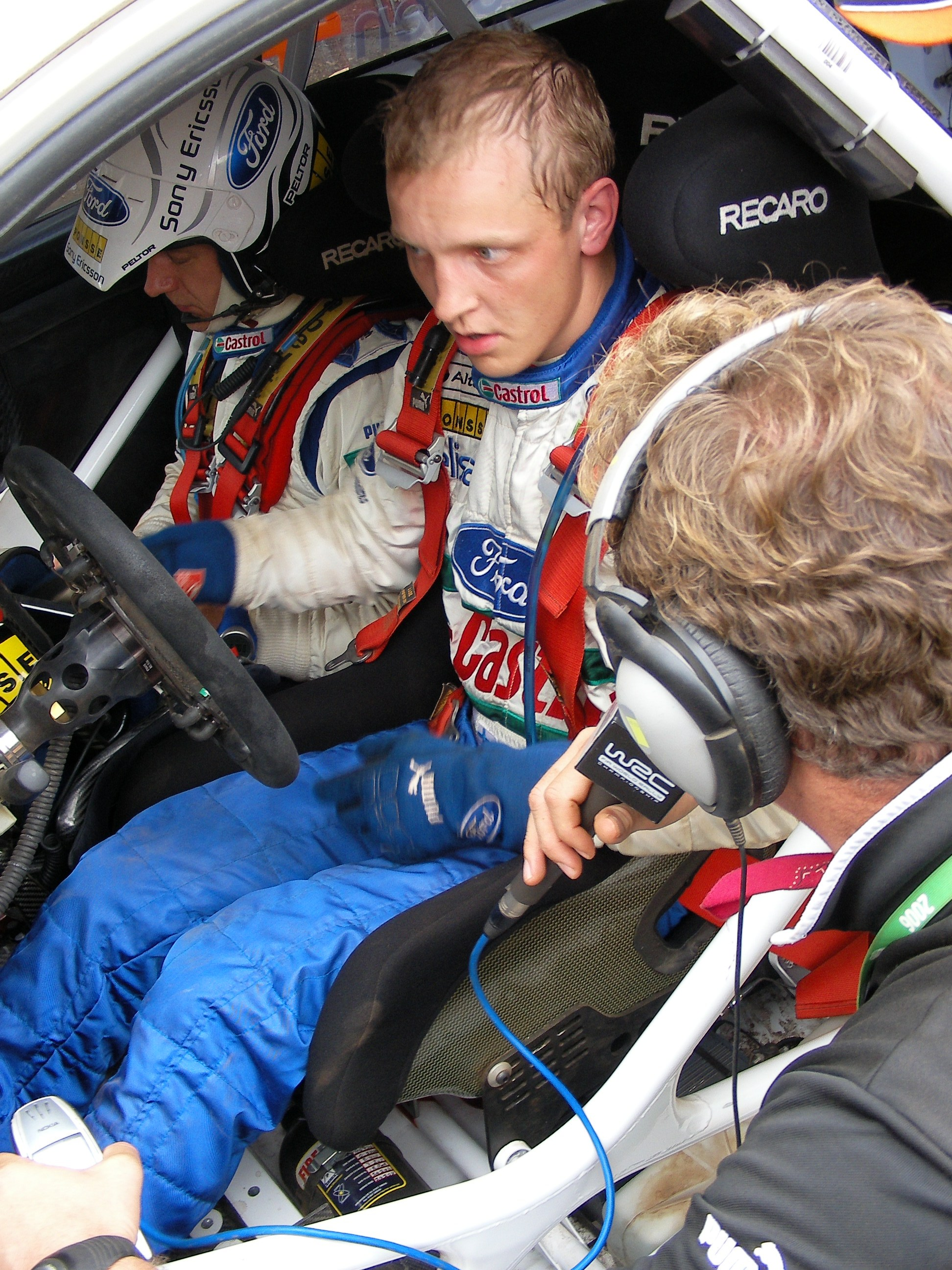
希尔沃宁在澳大利亚首次获胜之前。

| 序号 | 比赛                   | 赛季 | 领航员          | 赛车                |
| ---- | ---------------------- | ---- | --------------- | ------------------- |
| 1    | 第19届澳大利亚拉力赛   | 2006 | 亚尔莫·莱赫蒂宁 | 福特福克斯RS WRC 06 |
| 2    | 第2届挪威拉力赛        | 2007 | 亚尔莫·莱赫蒂宁 | 福特福克斯RS WRC 06 |
| 3    | 第4届日本拉力赛        | 2007 | 亚尔莫·莱赫蒂宁 | 福特福克斯RS WRC 07 |
| 4    | 第63届威尔士英国拉力赛 | 2007 | 亚尔莫·莱赫蒂宁 | 福特福克斯RS WRC 07 |
| 5    | 第26届约旦拉力赛       | 2008 | 亚尔莫·莱赫蒂宁 | 福特福克斯RS WRC 07 |
| 6    | 第9届土耳其拉力赛      | 2008 | 亚尔莫·莱赫蒂宁 | 福特福克斯RS WRC 07 |
| 7    | 第5届日本拉力赛        | 2008 | 亚尔莫·莱赫蒂宁 | 福特福克斯RS WRC 08 |
| 8    | 第56届雅典卫城拉力赛   | 2009 | 亚尔莫·莱赫蒂宁 | 福特福克斯RS WRC 09 |
| 9    | 第66届波兰拉力赛       | 2009 | 亚尔莫·莱赫蒂宁 | 福特福克斯RS WRC 09 |
| 10   | 第59届芬兰拉力赛       | 2009 | 亚尔莫·莱赫蒂宁 | 福特福克斯RS WRC 09 |
| 11   | 第20届澳大利亚拉力赛   | 2009 | 亚尔莫·莱赫蒂宁 | 福特福克斯RS WRC 09 |
| 12   | 第58届瑞典拉力赛       | 2010 | 亚尔莫·莱赫蒂宁 | 福特福克斯RS WRC 09 |
| 13   | 第59届瑞典拉力赛       | 2011 | 亚尔莫·莱赫蒂宁 | 福特嘉年华RS WRC    |
| 14   | 第21届澳大利亚拉力赛   | 2011 | 亚尔莫·莱赫蒂宁 | 福特嘉年华RS WRC    |
| 15   | 第9届撒丁岛拉力赛      | 2012 | 亚尔莫·莱赫蒂宁 | 雪铁龙DS3 WRC       |

## WRC各赛季成绩
| 赛季 | 车队                             | 赛车                | 1     | 2     | 3     | 4      | 5     | 6     | 7    | 8     | 9     | 10   | 11    | 12    | 13    | 14    | 15   | 16    | 排名   | 积分 |
| ---- | -------------------------------- | ------------------- | ----- | ----- | ----- | ------ | ----- | ----- | ---- | ----- | ----- | ---- | ----- | ----- | ----- | ----- | ---- | ----- | ------ | ---- |
| 2002 | 米科·希尔沃宁                    | 雷诺 Clio S1600     | 蒙    | 瑞    | 法    | 西     | 塞    | 阿    | 希   | 肯    | 芬 21 | 德   | 意 退 | 新    | 澳    |       |      |       | 无名次 | 0    |
| 2002 | 米科·希尔沃宁                    | 速霸陸Impreza WRC   |       |       |       |        |       |       |      |       |       |      |       |       |       | 英 退 |      |       | 无名次 | 0    |
| 2003 | 福特汽车                         | 福特福克斯RS WRC 02 | 蒙 退 | 瑞 11 | 土 退 |        | 阿 16 | 希 退 | 塞 6 | 德 13 | 芬 退 | 澳 9 |       |       |       | 英 退 |      |       | 第16   | 3    |
| 2003 | 福特汽车                         | 福特福克斯RS WRC 03 |       |       |       | 新 10  |       |       |      |       |       |      | 意 退 | 法 10 | 西 14 |       |      |       | 第16   | 3    |
| 2004 | 555斯巴鲁世界拉力车队            | 速霸陸Impreza WRC   | 蒙 退 | 瑞 9  |       |        |       |       |      |       |       |      |       |       |       |       |      |       | 第7    | 29   |
| 2004 | 555斯巴鲁世界拉力车队            | 速霸陸Impreza WRC   |       |       | 墨 5  | 新 7   | 塞 5  | 希 退 | 土 6 | 阿 4  | 芬 退 | 德 8 | 日 7  | 英 7  | 意 退 | 法 10 | 西 8 | 澳 4  | 第7    | 29   |
| 2005 | 米科·希尔沃宁                    | 福特福克斯RS WRC 03 | 蒙    | 瑞 退 | 墨    | 新     | 意 退 | 塞    | 土   | 希 5  | 阿    |      | 德    | 英    |       | 法    | 西 3 | 澳    | 第10   | 14   |
| 2005 | BP福特世界拉力车队               | 福特福克斯RS WRC 04 |       |       |       |        |       |       |      |       |       | 芬 5 |       |       |       |       |      |       | 第10   | 14   |
| 2005 | 斯柯达汽车运动                   | 斯柯达晶锐WRC       |       |       |       |        |       |       |      |       |       |      |       |       | 日 退 |       |      |       | 第10   | 14   |
| 2006 | BP福特世界拉力车队               | 福特福克斯RS WRC 06 | 蒙 7  | 瑞 12 | 墨 14 | 西 9   | 法 4  | 阿 退 | 意 2 | 希 3  | 德 9  | 芬 3 | 日 3  | 塞 3  | 土 2  | 澳 1  | 新 2 | 英 退 | 第3    | 65   |
| 2007 | BP福特世界拉力车队               | 福特福克斯RS WRC 06 | 蒙 5  | 瑞 3  | 挪 1  | 墨 3   | 葡 5  | 阿 3  | 意 2 | 希 4  |       |      |       |       |       |       |      |       | 第3    | 99   |
| 2007 | BP福特世界拉力车队               | 福特福克斯RS WRC 07 |       |       |       |        |       |       |      |       | 芬 2  | 德 3 | 新 3  | 西 4  | 法 13 | 日 1  | 爱 4 | 英 1  | 第3    | 99   |
| 2008 | BP福特阿布扎比世界拉力车队       | 福特福克斯RS WRC 07 | 蒙 2  | 瑞 2  | 墨 4  | 阿 5   | 约 1  | 意 2  | 希 3 | 土 1  | 芬 2  |      |       |       |       |       |      |       | 第2    | 103  |
| 2008 | BP福特阿布扎比世界拉力车队       | 福特福克斯RS WRC 08 |       |       |       |        |       |       |      |       |       | 德 4 | 新 3  | 西 3  | 法 2  | 日 1  | 英 8 |       | 第2    | 103  |
| 2009 | BP福特阿布扎比世界拉力车队       | 福特福克斯RS WRC 08 | 爱 3  | 挪 2  | 塞 2  | 葡 2   | 阿 退 |       |      |       |       |      |       |       |       |       |      |       | 第2    | 92   |
| 2009 | BP福特阿布扎比世界拉力车队       | 福特福克斯RS WRC 09 |       |       |       |        |       | 意 2  | 希 1 | 波 1  | 芬 1  | 澳 1 | 西 3  | 英 2  |       |       |      |       | 第2    | 92   |
| 2010 | BP福特阿布扎比世界拉力车队       | 福特福克斯RS WRC 09 | 瑞 1  | 墨 4  | 约 20 | 土 3   | 新 4  | 葡 4  | 保 5 | 芬 退 | 德 退 | 日 6 | 法 5  | 西 5  | 英 4  |       |      |       | 第6    | 126  |
| 2011 | 福特阿布扎比世界拉力车队         | 福特嘉年华RS WRC    | 瑞 1  | 墨 2  | 葡 4  | 约 4   | 意 2  | 阿 2  | 希 3 | 芬 4  | 德 4  | 澳 1 | 法 3  | 西 2  | 英 退 |       |      |       | 第2    | 214  |
| 2012 | 雪铁龙道达尔世界拉力车队         | 雪铁龙DS3 WRC       | 蒙 4  | 瑞 2  | 墨 2  | 葡 DSQ | 阿 2  | 希 2  | 新 2 | 芬 2  | 德 3  | 英 5 | 法 3  | 意 1  | 西 3  |       |      |       | 第2    | 213  |
| 2013 | 雪铁龙道达尔阿布扎比世界拉力车队 | 雪铁龙DS3 WRC       | 蒙 4  | 瑞 17 | 墨    | 葡     | 阿    | 希    | 意   | 芬    | 德    | 澳   | 法    | 西    | 英    |       |      |       | 第6*   | 12*  |

* 赛季进行中。